# Filippo Minutilli
Filippo Minutilli (Grumo Appula, 12 maggio 1813 – Messina, 30 luglio 1864) è stato un patriota e militare italiano.

## Biografia
Nato a Grumo Appula (Ba), intorno al 1821 con la famiglia si trasferì a Napoli, dove il piccolo Filippo fu iscritto all'antico Collegio militare della Nunziatella, che preparava i futuri quadri direttivi dell'esercito delle Regno delle Due Sicilie.
Conseguita la laurea in Ingegneria ed entrato nell'esercito, Filippo ebbe come destinazione la Sicilia; qui conobbe un ufficiale dell'esercito borbonico, Vincenzo Giordano Orsini, che professava sentimenti liberali. Sollecitato da quest'ultimo, aderì ad un gruppo segreto di patrioti.
Durante la rivoluzione siciliana del gennaio 1848, Minutilli venne nominato dal Governo nazionale di Sicilia direttore delle fortificazioni di Messina, per poi essere promosso col grado di maggiore direttore del corpo di Genio (18 persone, ingegneri e sterratori, capaci di costruire bombe, munizioni, e tenere in ordine il materiale bellico); ma, ristabilito l'antico regime in Sicilia, Minutilli nel 1849 dovette rifugiarsi presso Genova.
Durante la sua permanenza in Liguria periodicamente s'imbarcava per Napoli camuffato e con documenti falsi per svolgere attività segrete patriottiche ma anche per rivedere la madre.
Data la sua conoscenza del territorio siciliano, nel 1860 durante la preparazione della spedizione dei Mille fu consultato in ogni momento, mentre la moglie gli cuciva la camicia rossa, e fu comandante del Genio nella spedizione dei Mille.
Con la formazione del Regno d'Italia, Minutilli passò nelle file dell'esercito regolare come colonnello Comandante del 54º Reggimento di Fanteria, finché ammalatosi d'una malattia inspiegabile, diede le dimissioni nel 1863. Si ritirò a Messina, forse sperando nel clima meridionale, dove morì il 30 luglio 1864 a soli 51 anni, lasciando la moglie e tre figli.
A lui sono dedicate una via nella città natale di Grumo Appula e un largo a Roma.